# Conflito russo-checheno
O conflito russo-checheno (em russo:  Чеченский конфликт) foi um conflito étnico, muitas vezes armado, entre o governo russo (anteriormente soviético) e diversas forças nacionalistas e islâmicas chechenas. As hostilidades formais remontam a 1785, embora os elementos do conflito possam ser rastreados mais para trás. 
O Império Russo, inicialmente, tinha pouco interesse no próprio Norte do Cáucaso a não ser como rota de comunicação para o seu aliado a Geórgia e seus inimigos, os persas e otomanos, mas as crescentes tensões desencadeadas pelas atividades russas na região resultaram em uma revolta dos chechenos contra a presença russa em 1785, seguida por outros confrontos e a eclosão da Guerra do Cáucaso em 1817. A Rússia só conseguiu subjugar os rebeldes chechenos em 1862.
Durante a Guerra Civil Russa, os chechenos e outras nações caucasianas viveram em independência por alguns anos antes de serem “sovietizadas” em 1921. Durante a Segunda Guerra Mundial, os chechenos viram a invasão alemã como uma oportunidade para se revoltar contra o regime soviético. Em resposta, eles foram deportados em massa para a Ásia Central, onde foram forçados a permanecer até 1957.
O conflito mais recente entre os chechenos e o governo russo ocorreu na década de 1990. Como a União Soviética se desintegrou, os separatistas chechenos declararam a independência em 1991. No final de 1994, a Primeira Guerra da Chechênia estourou e, após dois anos de combates, as forças russas se retiraram da região. Em 1999, os combates foram reiniciados e concluídos no ano seguinte com as forças de segurança russas estabelecendo o controle sobre a Chechênia.

## Origem
O Norte do Cáucaso, uma região montanhosa que inclui a Chechênia, se estende ou se encontra perto de importantes rotas comerciais e de comunicação entre a Rússia e o Oriente Médio, o controle dos quais têm sido disputado por várias potências por milênios. A entrada da Rússia na região seguiu a conquista do czar Ivan, o Terrível dos canatos de Kazan e Astracã da Horda de Ouro em 1556, dando início a uma longa disputa pelo controle das rotas do norte do Cáucaso com outras potências contemporâneas, incluindo a Pérsia, o Império Otomano e o Canato da Crimeia. As divisões internas impediram a Rússia de efetivamente projetar o seu poder na região até o século XVIII; no entanto, os cossacos aliados dos russos começaram a se estabelecer nas planícies do norte do Cáucaso após as conquistas de Ivan, o que provocou tensões e confrontos ocasionais com os chechenos, que neste momento estavam cada vez mais se estabelecendo nas planícies devido às mudanças climáticas adversas em seus redutos tradicionais de montanha. 
Em 1774, a Rússia ganhou o controle da Ossétia, e com isso a importância estratégica Passo de Darial, dos otomanos. Alguns anos mais tarde, em 1783, a Rússia assinou o Tratado de Georgievsk com a Geórgia, tornando a Geórgia - um enclave cristão cercado por estados muçulmanos hostis - um protetorado russo. Para cumprir as suas obrigações nos termos do tratado, Catarina, a Grande, imperatriz da Rússia, começou a construção da Estrada Militar da Geórgia através da passagem de Darial, juntamente com uma série de fortes militares para proteger a rota. Estas atividades, no entanto, contrariaram os chechenos, que viram os fortes tanto como uma interferência nos territórios tradicionais dos montanhistas e como uma potencial ameaça.

## Conflito checheno com o Império Russo

### Revolta de Xeque Mansur e consequências (1785-1794)

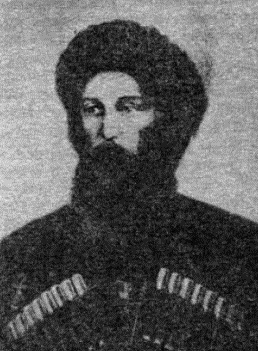
Xeque Mansur

Por esta altura, o Xeque Mansur, um imame checheno, começou a pregar uma versão purificada do Islã e incentivar os vários povos das montanhas do Cáucaso do Norte para se unirem sob a bandeira do Islã, a fim de se proteger de novas invasões estrangeiras. Suas atividades foram vistas pelos russos como uma ameaça aos seus interesses na região, e em 1785, uma força foi enviada para capturá-lo. Falhando em fazê-lo, em vez disso queimaram a sua aldeia natal desocupada, porém a força foi emboscada pelos seguidores de Mansur em sua viagem de retorno e aniquilada, iniciando a primeira guerra checheno-russa. A guerra durou vários anos, com Mansur empregando principalmente táticas de guerrilha e os russos conduzindo outras incursões punitivas contra aldeias chechenas, até a captura de Mansur em 1791. Mansur morreu em cativeiro em 1794. 
Em 1801, a Rússia anexou formalmente a Geórgia, aprofundando o compromisso da Rússia para a região. Nos anos seguintes, os crescentes números de ataques de pequena escala e emboscadas por combatentes chechenos contra as forças russas que se deslocam através do Cáucaso levaram os russos a montar duas expedições militares substanciais em território checheno, sendo que ambas foram derrotadas, e os líderes russos começam a considerar medidas mais drásticas. Estas foram adiadas, no entanto pela invasão da Rússia por Napoleão em 1812.

### Guerras do Cáucaso e da Crimeia (1817-1864)
|                                                      |  |  |
| General Yermolov (esquerda) e Imame Shamil (direita) |  |  |

Após a derrota das forças napoleônicas francesas à Rússia na guerra de 1812, o czar Alexandre I voltou as suas atenções mais uma vez para o Norte do Cáucaso, designando um de seus generais mais famosos, Aleksey Petrovich Yermolov, para a pacificação da região. Em 1817, as forças russas sob o comando de Yermolov embarcaram na conquista do Cáucaso. As táticas brutais de Yermolov, que incluíam guerra econômica, punição coletiva e deportação forçada, foram inicialmente bem-sucedidas, mas foram descritas como contraproducente, uma vez que terminou eficazmente a influência russa na sociedade e cultura chechena e assegurou uma inimizade duradoura dos chechenos. Yermolov não seria destituído do comando até 1827. 
Um ponto de virada no conflito foi marcado em 1828, quando o movimento Muridismo surgiu. Foi conduzido por um avar, Imame Shamil. Em 1834, ele uniu as nações do Cáucaso do Norte sob o Islã e declarou "guerra santa" à Rússia. Em 1845, as forças de Shamil cercaram e mataram milhares de soldados russos e vários generais em Dargo, forçando-os a recuar.
Durante a Guerra da Crimeia de 1853-1856, os chechenos apoiaram o Império Otomano contra a Rússia. No entanto, os conflitos tribais internos enfraqueceram Shamil e ele foi capturado em 1859. A guerra terminou formalmente em 1862, quando a Rússia prometeu autonomia à Chechênia e outros grupos étnicos caucasianos. No entanto, a Chechênia e a região circundante, incluindo o norte do Daguestão, foram incorporados à Rússia como Oblast de Terek.

## Guerra Civil Russa e período soviético
Após a Revolução Russa, os povos das montanhas do Cáucaso do Norte vieram a estabelecer a República das Montanhas do Cáucaso do Norte. Existiu até 1921, quando foram forçados a aceitar o domínio soviético. Josef Stalin realizou pessoalmente as negociações com os líderes do Cáucaso em 1921 e prometeu uma ampla autonomia dentro do Estado soviético. A República Socialista Soviética da Montanha foi criada naquele ano, mas só durou até 1924, quando foi abolida e seis repúblicas foram criadas. A República Autónoma Socialista Soviética da Checheno-Inguchétia foi criada em 1934. Confrontos entre os chechenos e o governo soviético surgiram no final de 1920 durante a coletivização. Diminuiu em meados da década de 1930 depois que os líderes locais foram presos ou mortos.

### Segunda Guerra Mundial
A Alemanha nazista invadiu a União Soviética em junho de 1941. De acordo com fontes soviéticas, os chechenos se juntaram à Wehrmacht, embora esta afirmação seja discutível quanto às poucas evidências existentes. Em janeiro de 1943, a retirada alemã iniciou, enquanto o governo soviético começou a discutir a deportação dos povos chechenos e inguches longe do norte do Cáucaso. Em fevereiro de 1944, sob o comando direto de Lavrentiy Beria, quase meio milhão de chechenos e inguches foram retirados de suas casas e assentados forçosamente na Ásia Central. Estes foram postos em campos de trabalho forçado no Cazaquistão e na Quirguízia.  Após a morte de Stalin em 1953, Nikita Khrushchev assumiu o poder e logo denunciou seu antecessor. Em 1957, os chechenos foram autorizados a voltar para suas casas. A República Autónoma Socialista Soviética da Checheno-Inguchétia foi restabelecida.

### Confrontos étnicos (1958-1965)
A violência começou em 1958 após um conflito entre um marinheiro russo e um jovem inguche sobre uma garota, no qual o russo foi mortalmente ferido. O incidente rapidamente se deteriorou em tumultos étnicos em massa, visto que multidões eslavas atacaram chechenos e inguches e saquearam propriedades em toda a região durante quatro dias. Os confrontos étnicos continuaram até 1960 e em 1965 foram registrados cerca de 16 confrontos, tendo 185 feridos graves, 19 deles fatais.  Ao final de 1960, a região se acalmou e o conflito checheno-russo chegou a seu ponto mais baixo até a dissolução da União Soviética e a erupção das guerras chechenas em 1990.

## Era pós-soviética

### Guerras Chechenas

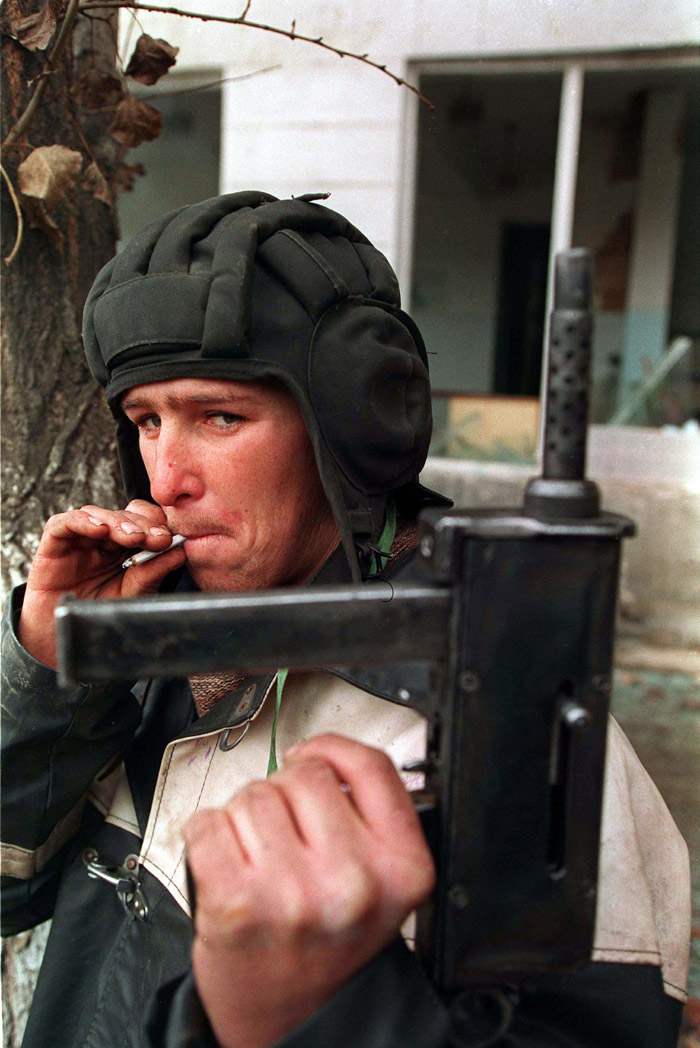
Um combatente checheno com uma metralhadora Borz, 1995

Em 1991, a Chechênia declarou independência e foi nomeada República Chechena da Ichkeria. Segundo algumas fontes, de 1991 a 1994, dezenas de milhares de pessoas de etnia não-chechena (principalmente russos, ucranianos e armênios) deixaram a república em meio a relatos de violência e discriminação contra a população não-chechena.  Outras fontes não identificam o deslocamento como um fator significativo nos acontecimentos do período, em vez disso, focam a situação interna se deteriorando dentro da Chechênia, a política agressiva do presidente checheno, Dzhokhar Dudayev, e as ambições políticas domésticas do presidente russo Boris Yeltsin. As forças do exército russo invadiram Grozny em 1994, mas, depois de dois anos de intensos combates, as tropas russas se retiraram da Chechênia sob o Acordo de Khasavyurt. A Chechênia preservou a sua independência de facto até a segunda guerra eclodir em 1999.
Em 1999, as forças do governo russo novamente invadiram a Chechênia, em resposta à invasão do Daguestão por forças islâmicas baseadas nos chechenos.  No início de 2000, a Rússia quase destruiu completamente a cidade de Grozny e conseguiu colocar a Chechênia sob o controle direto de Moscou. De acordo com Norman Naimark, "sérias evidências indicam que o governo russo elaborou planos para deportar os chechenos mais uma vez, em meados da década de 1990 se tivessem perdido a guerra". 

### Insurgência chechena em curso
Desde o fim da Segunda Guerra Chechena em maio de 2000, uma insurgência de baixo nível continuou, em especial na Chechênia, Inguchétia e Daguestão. As forças de segurança russas conseguiram capturar alguns de seus líderes, como Shamil Basayev, morto em 10 de julho de 2006. Desde a morte de Basayev, Dokka Umarov assumiu a liderança das forças rebeldes no norte do Cáucaso. 
Os radicais islâmicos da Chechênia e outras repúblicas do Cáucaso do Norte têm sido responsáveis por uma série de ataques terroristas em toda a Rússia, principalmente os atentados em edifícios russos em 1999, a  crise dos reféns no teatro de Moscou em 2002, a crise de reféns da escola de Beslan em 2004, os atentados no Metrô de Moscou de 2010 e o atentado no Aeroporto Internacional de Domodedovo em 2011.